# أليكساندر جاك فرانسوا برتراند
أليكساندر جاك فرانسوا برتراند (بالفرنسية: Alexandre Bertrand) هو طبيب فرنسي، ولد في 25 أبريل 1795 في رين في فرنسا، وتوفي في 22 يناير 1831 في باريس في فرنسا.

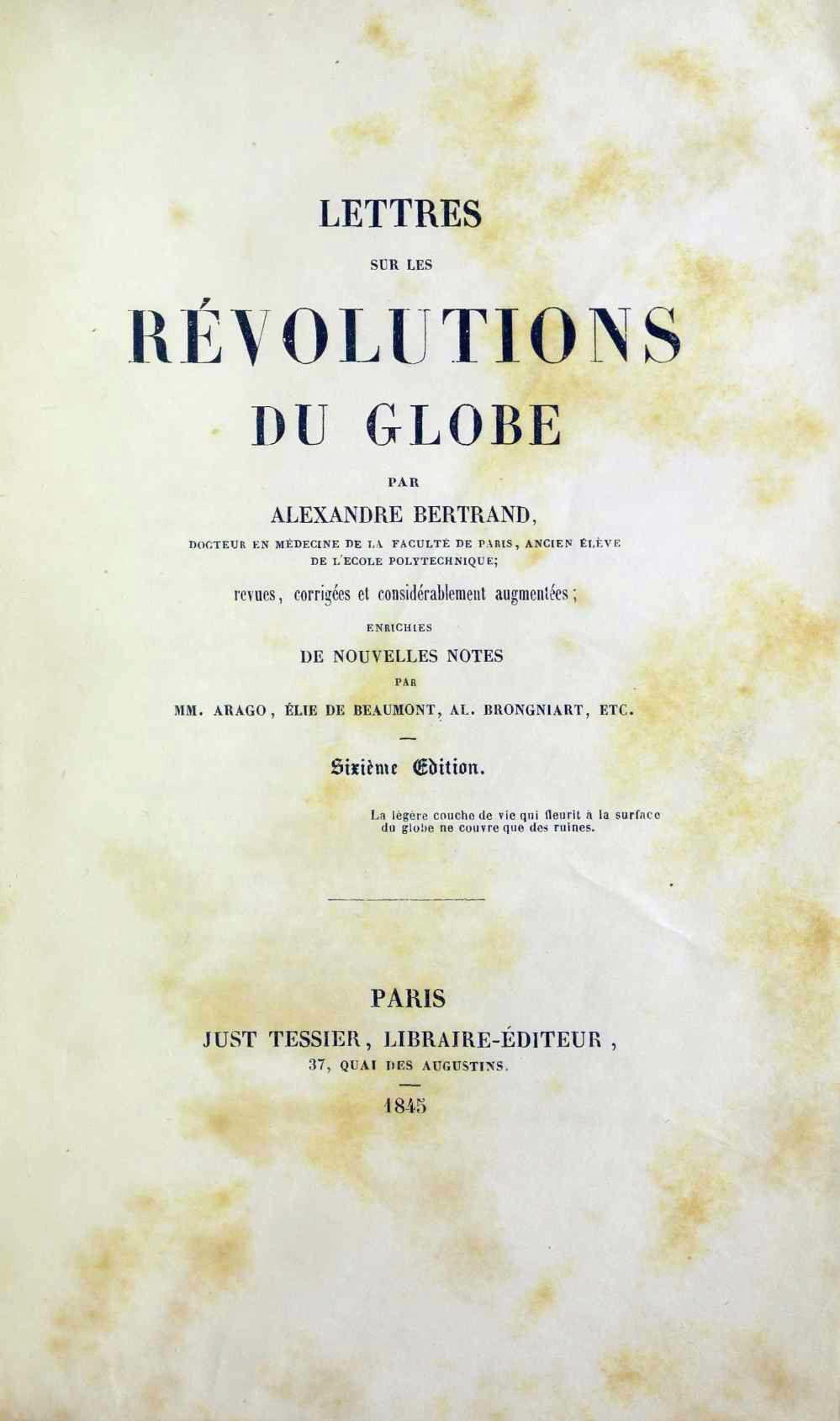
Lettres sur les rèvolutions du globe, 1845